# Kojot négy lelke
Kojot négy lelke é um filme húngaro de animação e drama de aventura de 2023 dirigido por Áron Gauder, que co-escreveu o filme com Géza Bereményi. O filme, ambientado nos dias de hoje, mostra manifestantes nativos americanos confrontando a tripulação de um projeto de oleoduto, logo abaixo da terra dos seus antepassados, e destaca a necessidade premente de viver em harmonia com o meio ambiente. Foi lançado nos cinemas húngaros em 16 de março de 2023 pela Vertigo Media.
Kojot négy lelke foi selecionado como o representante húngaro para o Melhor Longa-Metragem Internacional no 96º Oscar. Em 7 de dezembro, apareceu na lista de elegíveis para consideração ao Oscar 2024, mas não chegou à lista final.

## Esboço da história
O filme tem como slogan: “Nada é eterno senão a Terra e as montanhas”.
O filme se passa nos dias atuais, com um cenário onde manifestantes nativos americanos confrontam a tripulação de um projeto de oleoduto, localizado próximo às suas terras ancestrais. O avô partilha uma antiga história do seu mito de criação, lembrando aos humanos que os desafios que a humanidade enfrenta são universais e que eles precisam de encontrar o seu lugar no grande círculo da criação.
A história destaca que os humanos são apenas uma pequena parte da criação e que destruir a Terra porque pensamos que somos especiais é autodestrutivo. A história é um chamado para agir, para corrigir o rumo antes que seja tarde demais.
A história repleta de aventuras com animais, magia, fome, ganância e o círculo sagrado de todas as criações nos dá esperança de que não seja tarde demais para salvar a Terra.

## Elenco de voz

### Inglês
- Lorne Cardinal para o Velho Criador/Vovô
- Diontae Black para Coiote
- Mulher Stephanie Novak (16–50 anos)
- Danny Kramer para homem (16–50 anos)/Sanders
- Priscilla Landham para Mataoka
- David Mattle para menino (2–9 anos)
- Lily Rose Silver para menina (2–9 anos)
- Bill Farmer para Pato/Guaxinim
- Clé Bennett para Búfalo/Comandante/Lobo
- Bob Klein para Eagle/Chanceler/CEO
- John Bentley para Relâmpago/Leão da montanha/Neto
- Fred Tatasciore para Urso/Capitão/ Advogado/ Antílope/Gambá
- Karin Anglin para Gloria

## Produção
Áron Gauder começou a trabalhar no filme em 2017 com o Cinemon e o produtor Réka Temple. Em fevereiro de 2022, foram publicadas as primeiras fotos do filme de animação que mostra a história da criação dos índios. Em maio de 2022, 95% da animação foi concluída. O filme foi rodado em animação 2D com áudio em formato 5.1/estéreo.

### Música
A música e as canções são compostas por Joanne Shenandoah, Mariee Siouthe, Session Voices, Ulali e Northern Cree.

## Lançamento
O filme foi lançado na Hungria em 16 de março de 2023. Em abril, competiu no Arizona International Film Festival e foi exibido em 28 de abril de 2023. Também foi selecionado no Festival de Cinema de Animação de Annecy na competição de longas-metragens, onde ganhou o Prêmio do Júri e no 25º Festival Internacional de Cinema de Xangai, onde ganhou o Cálice de Ouro de Melhor Filme de Animação em 18 de junho de 2023. No Kecskemét Animation Film Festival foi exibido em 25 de junho como ganhador do Grande Prêmio.
O filme foi celebrado no Hungarian Film Festival de Los Angeles, onde foi exibido em 28 de outubro de 2023. Ele abriu o Red Nation Film Festival em 3 de novembro de 2023.
Foi relatado em 6 de junho de 2023 que a Gebeka International, uma empresa de vendas com sede na França, assumiu os direitos de venda do filme.

## Recepção
A crítica de Wendy Ide para o ScreenDaily deu opiniões positivas e opinou: "Com sua ênfase na narrativa mítica e sua abordagem gráfica elegante e estilizada, o filme poderia se conectar com um público semelhante ao das incursões do Cartoon Saloon na fantasia folclórica irlandesa: Song of the Sea, The Secret of Kells e Wolfwalkers." Ide sentiu que ao enquadrar a beleza da natureza em cada quadro e "usar uma mistura impressionante de animação 2D e 3D e um estilo gráfico forte que lembra agradavelmente o trabalho do artista de meados do século Charley Harper, o filme é um lembrete oportuno da importância de viver harmoniosamente com o mundo natural." Fabien Lemercier, em crítica para o Cineuropa, destacou o tema do filme com a citação colocada no início do filme: "Somente quando a última árvore morrer, o último rio for envenenado e o último peixe for capturado é que perceberemos que não podemos comer dinheiro." Concluindo, Lemercier escreveu: "Kojot négy lelke é simples e sutilmente sofisticado, tanto narrativa quanto visualmente", acrescentou Lemercier, "[é] uma ode mística à natureza que nos lembra com razão que 'o homem não tece a teia da vida. Ele é apenas um pedaço disso'".

## Prêmios e indicações
Além da seleção do filme como representante húngaro para Melhor Longa-Metragem Internacional no 96º Oscar, ele ganhou o Prêmio Cálice de Ouro de Melhor Filme de Animação no Festival Internacional de Cinema de Xangai.
| Associações                                | Data                    | Categoria                                         | Nomeações        | Resultado |
| ------------------------------------------ | ----------------------- | ------------------------------------------------- | ---------------- | --------- |
| Arizona International Film Festival        | 28 de abril de 2023     | Prêmio Especial do Júri para Animação Inovadora   | Kojot négy lelke | Venceu    |
| Třeboň Anifilm                             | 17 de maio de 2023      | Prêmio do Público da Região Liberec               | Kojot négy lelke | Venceu    |
| New Media Film Festival                    | 5 de junho de 2023      | Grande Prêmio                                     | Kojot négy lelke | Venceu    |
| Festival de Cinema de Animação de Annecy   | 17 de junho de 2023     | Prêmio do Júri                                    | Kojot négy lelke | Venceu    |
| Festival de Cinema de Animação de Annecy   | 17 de junho de 2023     | Cristal para Longa-metragem                       | Kojot négy lelke | Indicado  |
| Festival Internacional de Cinema de Xangai | 18 de junho de 2023     | Prêmio Cálice de Ouro de Melhor Filme de Animação | Kojot négy lelke | Venceu    |
| Kecskemét Animation Film Festival          | 25 de junho de 2023     | Grande Prêmio                                     | Kojot négy lelke | Venceu    |
| Kecskemét Animation Film Festival          | 25 de junho de 2023     | Prêmio do Público                                 | Kojot négy lelke | Venceu    |
| Kecskemét Animation Film Festival          | 25 de junho de 2023     | Melhor Longa-metragem Europeu                     | Kojot négy lelke | Venceu    |
| Prêmios Annie                              | 17 de fevereiro de 2024 | Melhor Animação — Independente                    | Kojot négy lelke | Indicado  |